# 迷探偵記者羽鳥雄太郎と駆け出し女刑事シリーズ
『迷探偵記者羽鳥雄太郎と駆け出し女刑事シリーズ』（めいたんていきしゃはとりゆうたろうとかけだしおんなけいじシリーズ）は、1985年から1987年までテレビ朝日「土曜ワイド劇場」で放送されたテレビドラマシリーズ。全4回。主演は田中邦衛。

## 概要
東都新聞社の遊軍記者・羽鳥雄太郎と警視庁の駆け出し女刑事・鶴岡紀子の男と女の迷探偵コンビが、飛騨高山、鳥羽、別府、山陰湯村、と行く先々で起こる連続殺人事件の真相に挑み、鋭い推理と迷コンビネーションで見事に解決していくシリーズドラマ。羽鳥の上司で東都新聞社の編集長・野沢竹五郎がレギュラー助演し、脇を固める。
このシリーズドラマのサブタイトルは基本的に、「○○の△△に□□の◇◇を見た！」がつく（第4作を除く）。

## 登場人物

### レギュラー
羽鳥雄太郎
演 - 田中邦衛
東都新聞社の遊軍記者。
鶴岡紀子
演 - 中原理恵
警視庁の駆け出し女刑事。階級は警部補。羽鳥とは旧知の仲。
野沢竹五郎
演 - 平幹二朗
東都新聞社の編集長。

### ゲスト
第1作『飛騨高山に女の幽霊を見た!』（1985年）
- 桜井次郎（ソフト会社「スペース」社員） - 本田博太郎
- 依田光子（依田の長女・紀子の大学の後輩） - 比企理恵
- 依田圭造（三星物産 専務） - 近藤洋介
- 山本清、小川真司、光石研、遠藤剛、田村寛、丸岡奨詞、宝亀克朗、野口寛、松本幸三、牧よし子、杉本こず江、香住美弥子、伊藤久美子、周久美子、餅田昌代、丘祐子、本城ゆき、岡本早生、五條貴士、及川以造、青木卓、湯沢紀保、古田将士、鹿野浩四郎、前川哲男、左右田一平

第2作『鳥羽の海に花嫁の死体を見た!』（1986年）
- 村中恒夫（まつの養子・紀子と同じ施設の出身） - 三浦浩一
- 規子（村中恒夫の婚約者） - 山本郁子
- 村中まつ（資産家） - 丹阿弥谷津子
- 三角八朗、草薙良一、矢野宣、早川純一、山崎直衛、古田将士、佐藤正文、轟謙司、山口真司、小野田真之、松本幸三、及川以造、池田道枝、牧よし子、川上夏代、山本清、青木卓、光石研

第3作『別府温泉の湯けむりに女の死体を見た!』（1987年）
- ユキエ（紀子のクッキングスクール仲間） - 田中美佐子
- アキラ（タクシードライバー） - 布施博
- 玲子（紀子のクッキングスクール仲間） - 小田かおる
- 友香（紀子のクッキングスクール仲間） - 小川乃り子
- 写真屋 - 石丸謙二郎
- 久保田篤、松橋登、丘祐子、清水由香、石崎文也、青木卓、古田将士、重松収、大川ひろし、及川以造、松本幸三、牧よし子、香住美弥子、御道由紀子、シルビー・ラジョー、シーラ・ロバートソン、早川純一

第4作『山陰の秘湯湯村温泉に殺意が走る!』（1987年）
- アヤコ（滝川の姉・芸妓「あやめ」） - 島村佳江
- 滝川（中平宝石 秘書） - 田中隆三
- ナオミ（アヤコの後輩の芸妓） - 相築彰子
- 鶴岡修、坂西良太、古田将士、小林尚臣、重松収、松本幸三、松尾勝人、高井清史、東真衣、杏さち子、香住美弥子、久仁亮子、倉田ひろみ、高原流美、若田六郎、及川潤、北村由紀、速水昌治、山本清、青木卓

## スタッフ
- 脚本 - 宮川一郎（第1作・第2作）、高橋正康（第3作・第4作）
- 音楽 - 大野雄二
- 監督 - 吉田啓一郎（第1作・第3作）、山本迪夫（第2作）、橋塚慎一（第4作）
- 制作 - テレビ朝日、仕事、俳優座映画放送（第1作のみ）

## 放送日程
| 話数 | 放送日        | サブタイトル                        | 脚本     | 監督       | 視聴率 |
| ---- | ------------- | ----------------------------------- | -------- | ---------- | ------ |
| 1    | 1985年11月2日 | 飛騨高山に女の幽霊を見た!           | 宮川一郎 | 吉田啓一郎 | 22.3%  |
| 2    | 1986年1月11日 | 烏羽の海に花嫁の死体を見た!         | 宮川一郎 | 山本迪夫   | 23.1%  |
| 3    | 1987年4月4日  | 別府温泉の湯けむりに女の死体を見た! | 高橋正康 | 吉田啓一郎 | 17.3%  |
| 4    | 1987年10月3日 | 山陰の秘湯湯村温泉に殺意が走る!     | 高橋正康 | 橋塚慎一   | 16.9%  |

## 備考
- 土曜ワイド劇場の枠で放送された田中邦衛と浅茅陽子（→二代目・藤谷美和子）主演の迷探偵コンビのシリーズドラマ『幽霊シリーズ』の後釜として制作されたシリーズドラマである。そのため、幽霊シリーズにゲスト出演した俳優たちがこのシリーズでもゲスト出演している俳優が多い。
- このシリーズドラマは、フィルム制作である。
- レギュラー主演である中原理恵は、第1作はショートカットであるが、回を重ねることによって髪型がどんどん変わっていき、ショートからロングへと変わっていった。これもこのシリーズのひとつの見所であった。
- 第3作では、ゲスト出演した小田かおるが、大分県別府の露天風呂の泥湯から全裸に近い泥まみれの死体となって発見されるという難しい役（紀子が通う料理教室の仲間のひとり・玲子役）を見事に演じた。が、そのシーンがあるため、第3作の再放送の率は他の作品に比べ極めて低い。
- レギュラー出演である田中邦衛と平幹二朗は、このシリーズドラマと同じ制作会社で日本テレビ系で放映された刑事ドラマ『はぐれ刑事』でも（幼馴染同士として）共演している。